# V377 Большого Пса
V377 Большого Пса (лат. V377 Canis Majoris), HD 51085 — двойная затменная переменная звезда типа Алголя (EA) в созвездии Большого Пса на расстоянии приблизительно 559 световых лет (около 171 парсека) от Солнца. Видимая звёздная величина звезды — от +7,98m до +7,88m. Орбитальный период — около 3,0135 суток.

## Характеристики
Первый компонент — бело-голубой гигант спектрального класса B8III.